# كتابة علمية
الاصطلاح العلمي أو الكتابة العلمية أو الصيغة العلمية لصياغة الأعداد على شكل جُدَاء (حاصل ضرب) عددين، أولهما: عدد عَشَري، قيمته المطلقة أكبر من واحد أو تساويه، وأصغر من عشَرة، وآخِرهما: الأساس 10 مرفوعٌ إلى أس معلوم. وبهذه الصيغةُ الموحَّدة العِلمية تُختصر الأعدادُ الضخمة أو الضئيلة؛ لتَسهُل مقارنتُها بالنظر إلى أسِّها فقط، فوضعوا رقْمًا واحدًا فقط من الواحد إلى التسعة، تتلوه فاصلة بعدَها سائر الأرقام؛ لينصرف النظر عند المقارنة إلى الأس فوق العشَرة فقط؛ فيُعلم مباشرةً مَن الأكبر بينهما أو الأصغر، وصيغتها:
a × 10b

حيث:
القيمة المطلقة a أكبر أو يساوي 1 وأصغر قطعا من 10

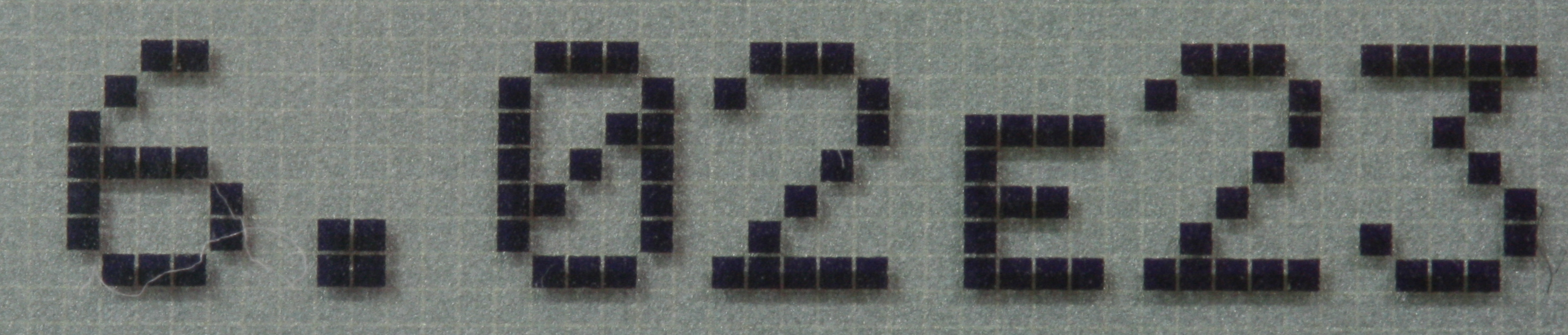
≈ 6.02 × 10^{23}

و b عدد صحيح نسبي.
أمثلة:
3.000.000 = :3 × 106